# Paul Kollmann (General)

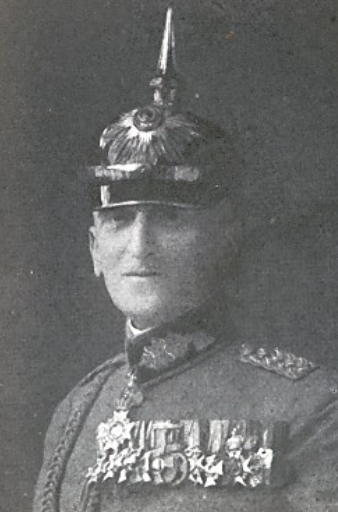
Paul Kollmann

Karl Paul Kollmann (* 9. Juli 1865 in Leipzig; † 26. Januar 1923 in Dresden) war ein sächsischer Generalmajor, Kolonialoffizier und Kommandeurkreuz II. Klasse des Militär-St.-Heinrichs-Ordens.

## Leben

### Herkunft
Kollmann war Sohn des Leipziger Mediziners F. Kollmann. Sein Bruder Arthur Kollmann trat in die Fußstapfen seines Vaters.

### Karriere
Kollmann besuchte das Königliche-Gymnasium zu Dresden-Neustadt und trat nach Erwerbung des Zeugnis der Reife im Ostern 1886 als Avantageur in die Sächsische Armee ein. Am 28. Oktober 1886 wurde er Fähnrich im 7. Infanterie-Regiment „Prinz Georg“ Nr. 106. Er avancierte am 27. September 1887 zum Sekondeleutnant und am 18. September 1893 zum Premierleutnant.
Zum 5. Februar 1895 schied Kollmann aus der Sächsischen Armee aus und wurde anschließend in der Schutztruppe für Deutsch-Ostafrika im Reichsdienst angestellt. Mit Unterstützung des Museumsdirektors Felix von Luschan unternahm er mit Richard Kandt zahlreiche Forschungsreisen durch Ostafrika.
Mit einem Patent vom 18. September 1893 wurde Kollmann am 1. April 1898 im 12. Infanterie-Regiment Nr. 177 in der Sächsischen Armee wieder angestellt. Mitte Januar 1900 rückte er zum Hauptmann und Chef der 3. Kompanie auf. Unter Beförderung zum überzähligen Major wurde Kollmann am 13. November 1910 seinem Regiment aggregiert, am 20. März 1911 zum Stab des Regiments versetzt und er erhielt im Januar 1912 die Erlaubnis zur Annahme des Ritterkreuzes des Ordens der Württembergischen Krone. Anfang Oktober 1912 wurde er zum Kommandeur des II. Bataillons im 15. Infanterie-Regiment Nr. 181 ernannt.
Nach Ausbruch des Ersten Weltkrieges rückte er mit seinem Verband an die Front und wurde während der Schlacht an der Marne verwundet. Für sein Wirken erhielt Kollmann das Eiserne Kreuz II. Klasse und das Ritterkreuz I. Klasse des Albrechts-Ordens mit Schwertern. Im Oktober 1915 erfolgte seine Beförderung zum Oberstleutnant. Er wurde Kommandeur des 9. Infanterie-Regiments Nr. 133 und konnte sich im August 1916 bei Pozières während der Schlacht an der Somme auszeichnen, wo sein Regiment sechs feindliche Angriffe abwehren konnte. Dafür verlieh ihm König Friedrich August III. am 31. August 1916 das Ritterkreuz des Militär-St.-Heinrichs-Ordens. Am 9. Februar 1918 wurde er Kommandeur des Reserve-Infanterie-Regiment Nr. 103. Im August 1918 konnte er sich bei der Gegend um Hendecourt und Riencourt auszeichnen und beide Dörfer mit seinem Regiment einnehmen. Er konnte acht Angriffe gegen die Regimentsfront erfolgreich abwehren und wurde dafür am 3. November 1918 mit dem Kommandeurkreuz II. Klasse des Militär-St.-Heinrichs-Ordens beliehen.
Nach dem Krieg wurde Kollmann Kommandeur der 46. Sächsischen-Freiwilligen-Landwehr-Brigade, welche er noch am 28. Februar 1919 befehligte. Aus Kriegsfreiwilligen der Brigade und der übergestellten 46. Landwehr-Division bildete sich die sogenannte „Brigade Südlitauen“, die zunächst von Generalleutnant Walter von Eberhardt geführt wurde und der sich Kollmann anschloss. Die Brigade wurde im Baltikum eingesetzt und kämpfte zusammen mit litauischen Truppen gegen die Invasionstruppen der Roten Armee. Kollmann war Kommandeur des Infanteriekommandos Südlitauen und dem Brigadekommandeur Otto von Ompteda unterstellt. Er schied als Generalmajor aus der Armee aus und verstarb 1923 nach einer im Krieg zugezogenen Wunde.

## Schriften
- The Victoria Nyanza. The Land, the Races and their Customs, with Specimens of some of the Dialects. Swan Sonnenschein, London 1899 (Digitalisat)
- Auf deutschem Boden in Afrika. Ernste und heitere Erlebnisse. Alfred Schall, Berlin 1901 (Digitalisat)